# Glenea porphyrio
Glenea porphyrio är en skalbaggsart som beskrevs av Francis Polkinghorne Pascoe 1866. Glenea porphyrio ingår i släktet Glenea och familjen långhorningar. Inga underarter finns listade i Catalogue of Life.